# Alex Sandro Mendonça dos Santos
Alex Sandro Mendonça dos Santos (Jundiaí, 4 de agosto de 1986), más conocido como Cicinho, es un jugador de fútbol de Brasil. Su posición es lateral derecho y actualmente se encuentra sin equipo.

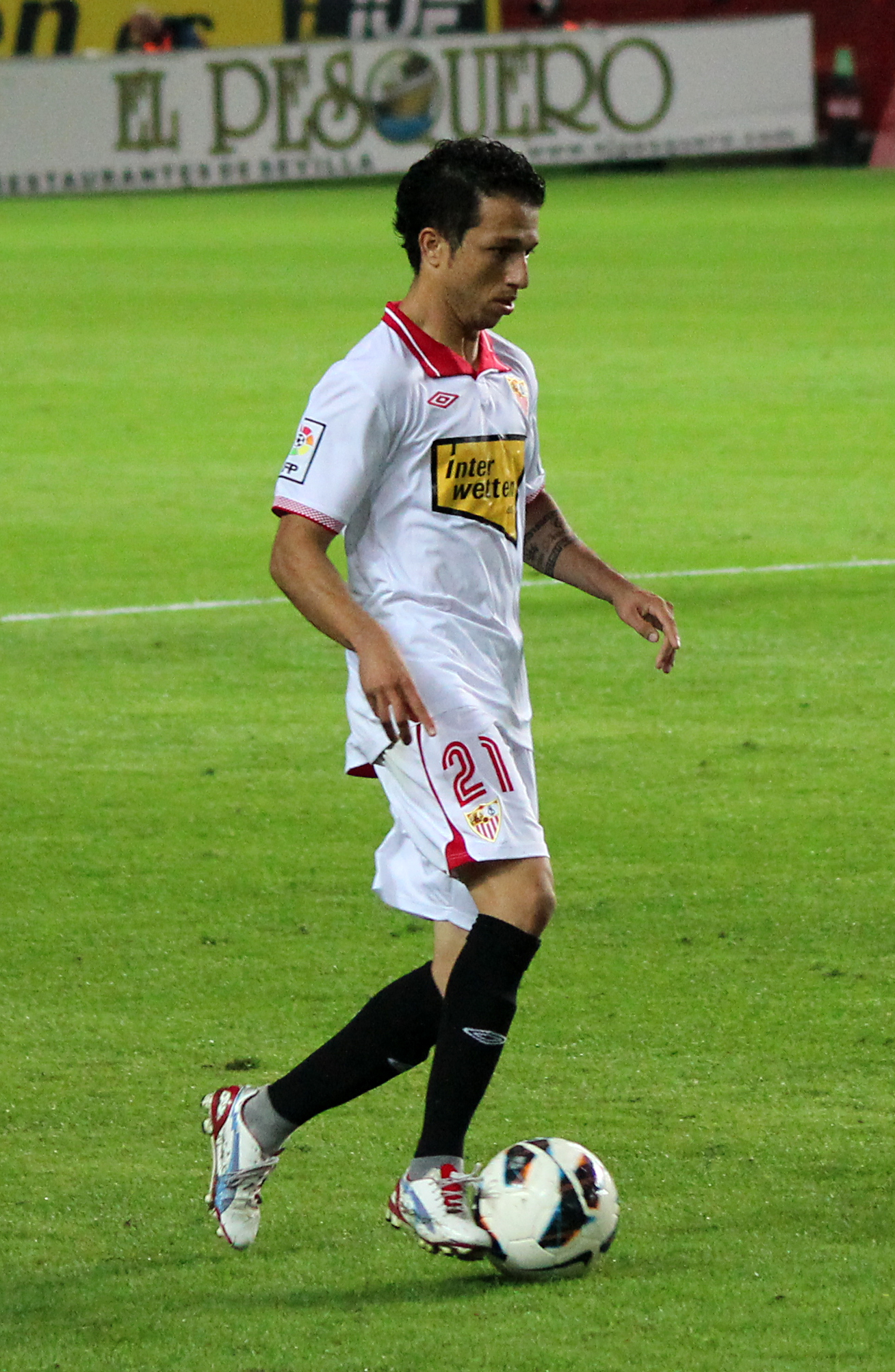
Cicinho en un partido con el Sevilla

## Carrera
En mayo de 2008, tras demostrar un buen desempeño en el equipo Oeste FC, que logró posicionarse como subcampeón del Campeonato Paulista 2008, Cicinho fue contratado por el Esporte Clube Santo André. En este equipo también fue parte del elenco que terminó siendo subcampeón del Campeonato Brasileño de Fútbol de la Serie B, lo que garantizó su presencia en el Campeonato Brasileño de 2009.
El 13 de enero de 2011 el club de fútbol Palmeiras anunció el contrato del lateral derecho.
El 20 de enero de 2011, en su primer partido con el Palmeiras, el cual se disputó contra el Ituano, tuvo un buen debut y, cuando fue sustituido, el público aplaudió de pie. El entrenador Luiz Felipe Scolari, también apreció el rendimiento del jugador.
El 30 de julio de 2012 pasa reconocimiento médico con el Sevilla Fútbol Club, de la liga española, para firmar por 4 temporadas. El 23 de octubre marcó su primer gol con la elástica rojiblanca dándole la victoria a su equipo por 3-2 ante el Mallorca. En el último partido de la temporada, ante el Valencia Club de Fútbol el 1 de junio de 2013, sufrió una rotura parcial del ligamento cruzado anterior de la rodilla derecha, apartándole de los terrenos de juego durante más de 6 meses.
La falta de minutos y su mala relación con Unai Emery, su entrenador en aquel entonces, hizo que el club decidiera dejarlo salir al Club Deportivo Numancia en calidad de cedido sin opción de compra el 28 de enero de 2015
El 28 de julio de 2015 rescinde contrato con el Sevilla Fútbol Club y ficha por el Esporte Clube Bahia de la Serie B de la Liga brasileña.
Se encontró sin equipo, tras no renovar con el Esporte Clube Bahia el 2016, pero en enero del 2017 fichó por el Santo André.Al finalizar la temporada volvió a quedarse sin equipo hasta que fichó por el Oeste FC en enero de 2019.
Actualmente se encuentra sin equipo.

## Equipos de fútbol
- 2007-2011 Ituano
- 2008 Oeste FC (Préstamo)
- 2010-2011 Santo André (Préstamo)
- 2011-2012 Palmeiras
- 2012-2015 Sevilla F. C.
- 2015 Club Deportivo Numancia (Préstamo)
- 2015-2016 Esporte Clube Bahia
- 2017 Santo André
- 2019 Oeste FC

## Títulos
Santo André
- Campeonato Paulista 2008: Serie A2

Palmeiras
- Copa de Brasil: 2012

Sevilla
- Europa League: 2014